# Raggio (ruota)

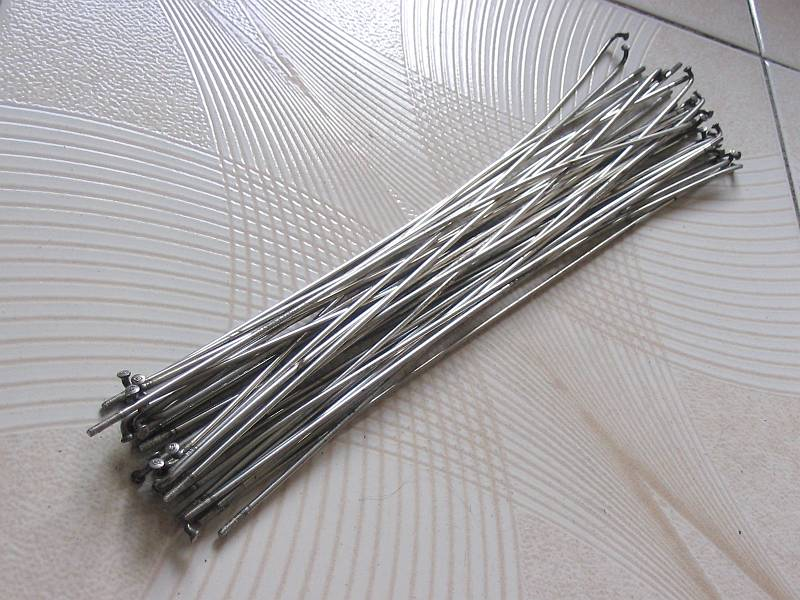
raggi

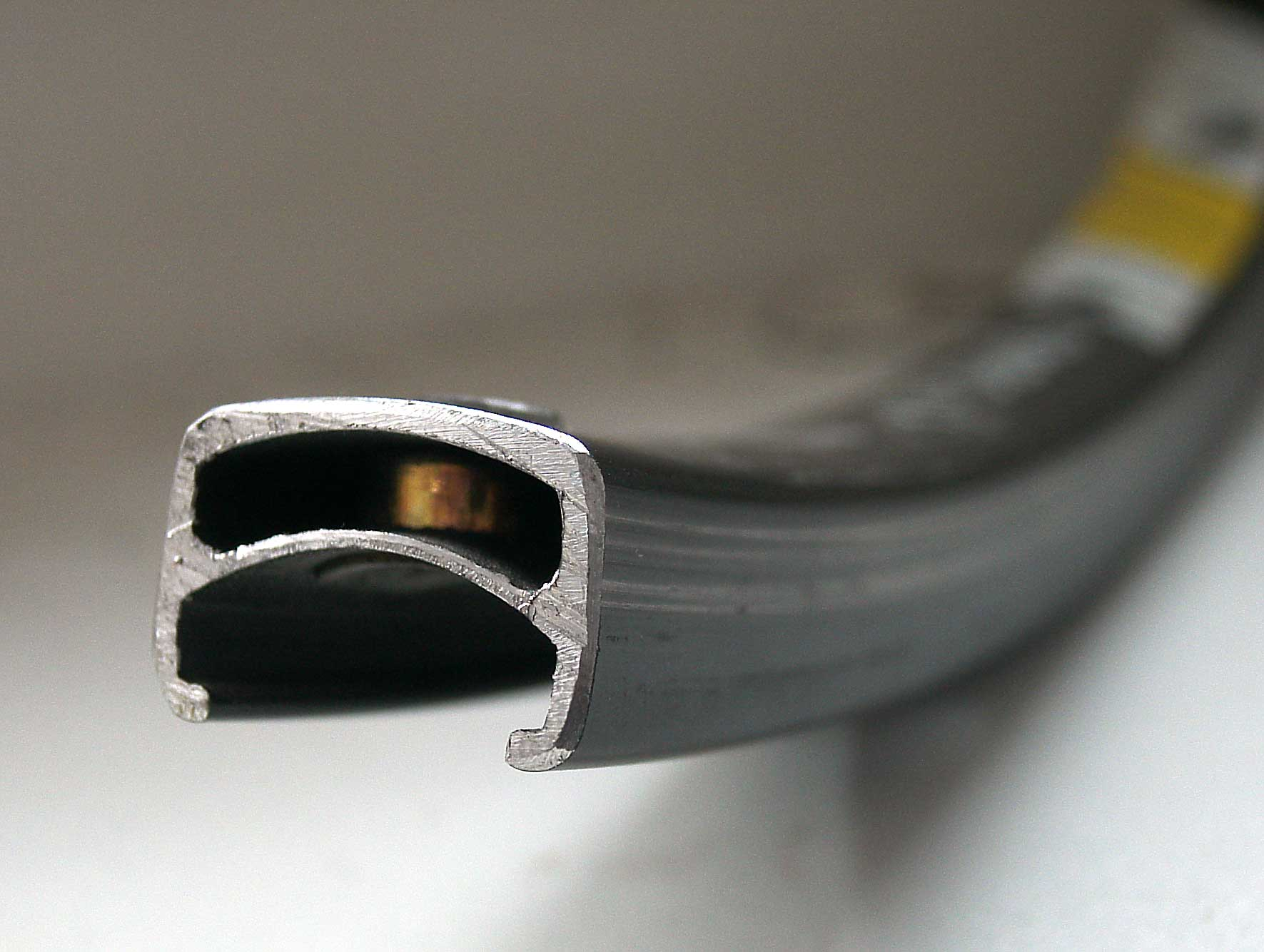
cerchione con sede per i nipple

Il raggio è una delle aste che collega il centro di una ruota, detto mozzo, con il cerchio esterno della zona di trazione.

## Raggio a compressione

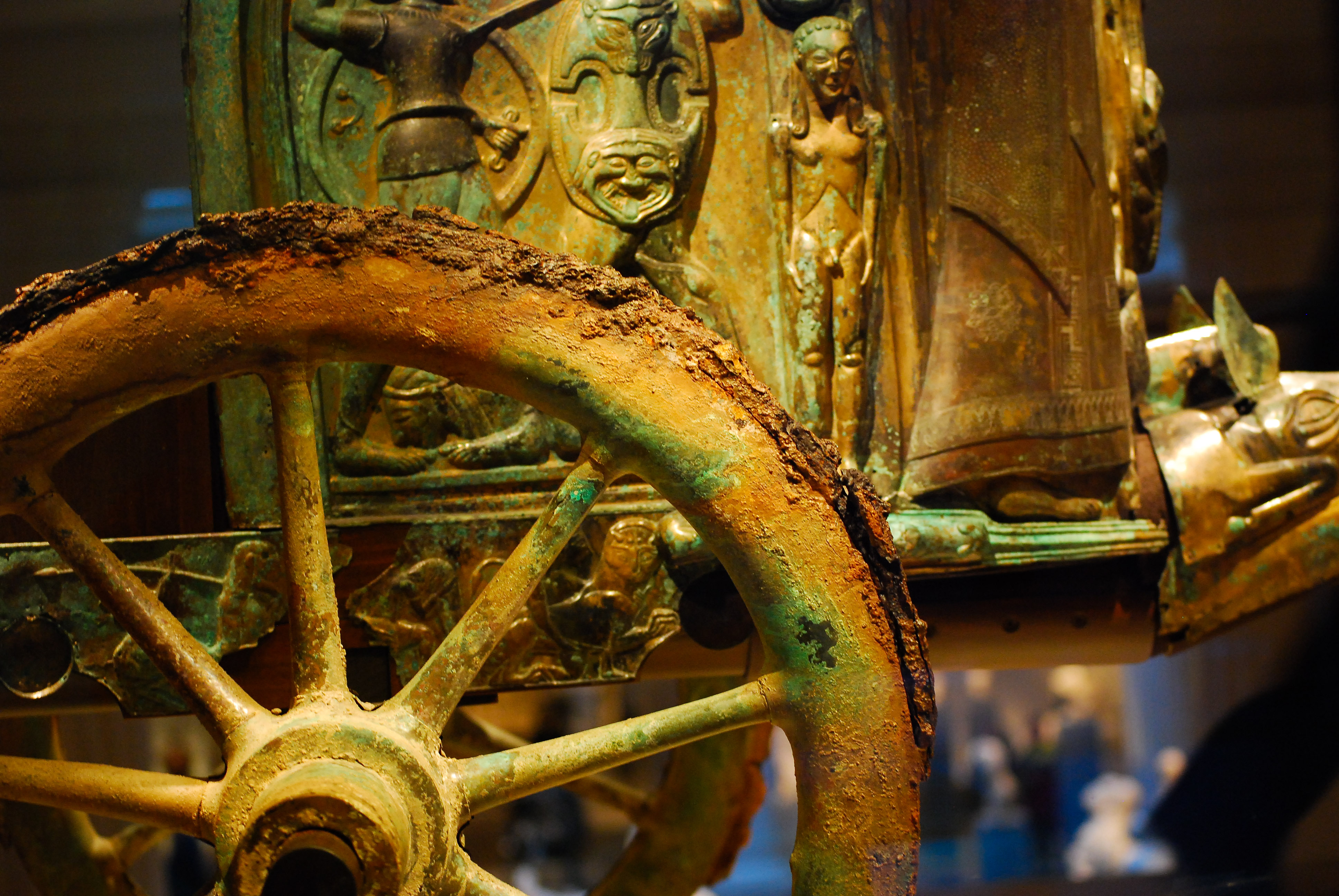
Ruota di carro etrusco

Nelle ruote in legno e altri materiali rigidi il raggio è detto a compressione, in quanto deve assorbire in compressione il peso trasferito dall'asse, con una deformazione minima. Per migliaia di anni le ruote dei carri sono state costruite con questa tecnica. Il raggio è montato radialmente rispetto al mozzo, ma spesso non complanare, per garantire una migliore compensazione della deformazione del singolo raggio rispetto a tutta la struttura, e di tutti i raggi per effetto di variazioni delle condizioni ambientali (es. l'umidità assorbita dal legno).

## Raggio a tirante
Il raggio a tirante, è un'asta metallica che unisce il mozzo al cerchio, utilizzato sulle ruote a raggi, sia che queste siano destinate per biciclette, motocicli o automobili.
È costituito da un'asta generalmente in acciaio (l'acciaio inossidabile è usato per una maggior resistenza alla corrosione) dalla lunghezza variabile e dallo spessore di circa 2 millimetri, con un'estremità filettata e l'altra con un fermo a forma di disco di 3-4 millimetri di diametro il cui asse è perpendicolare all'asse del raggio stesso.
Il disco permette al raggio di essere fermato nella flangia del mozzo, che presenta dei fori di diametro tale da permettere il passaggio del raggio stesso ma non del disco.
Dall'altro capo il raggio è fissato al cerchione tramite un raccordo dotato di filettatura femmina che consente anche la regolazione della corretta tensione.

## Materiali
I raggi possono essere costruiti in vari materiali, quali:
- Acciaio inox il materiale più utilizzato per i cerchi sia di motociclette sia di biciclette
- Acciaio ricoperto da una protezione in zinco
- Alluminio usato su alcune biciclette
- Carbonio e kevlar, utilizzato su alcuni cerchi da ciclismo

## Sezione
I raggi possono avere una sezione:
- Circolare, forma classica
- Ovale o Piatta forma utilizzata su alcuni raggi per bicicletta[2]

Inoltre la sezione può essere:
- Costante, tipologia più comune dei raggi
- Variabile, tipologia dove i raggi hanno una sezione che non rimane costante per tutta la sua lunghezza

## Misure
La lunghezza dei raggi dipende da vari fattori:
- diametro interno del cerchio
- diametro delle flange (da foro a foro) del mozzo
- distanza fra le flange
- numero di incroci dei raggi
- numero di raggi

Lo spessore dei raggi dipende da vari fattori:
- lunghezza complessiva del raggio
- numero di raggi
- materiale dei raggi

## Disposizione
I raggi possono essere disposti in diversi modi in particolar modo sulle biciclette:
- Classico si utilizzano due corone di raggi, che partono dai due lati del mozzo e finiscono sul cerchio
  - 1:1, il numero dei raggi di un lato è uguale al lato opposto
  - 2:1, il numero dei raggi di un lato è doppio rispetto al lato opposto, metodo usato sulle ruote posteriori delle biciclette con cambio a deragliatore ad alto numero di pignoni[3]
- Radiale, si utilizza una sola corona di raggi, che partono dal centro del mozzo[4]

## Regolazione

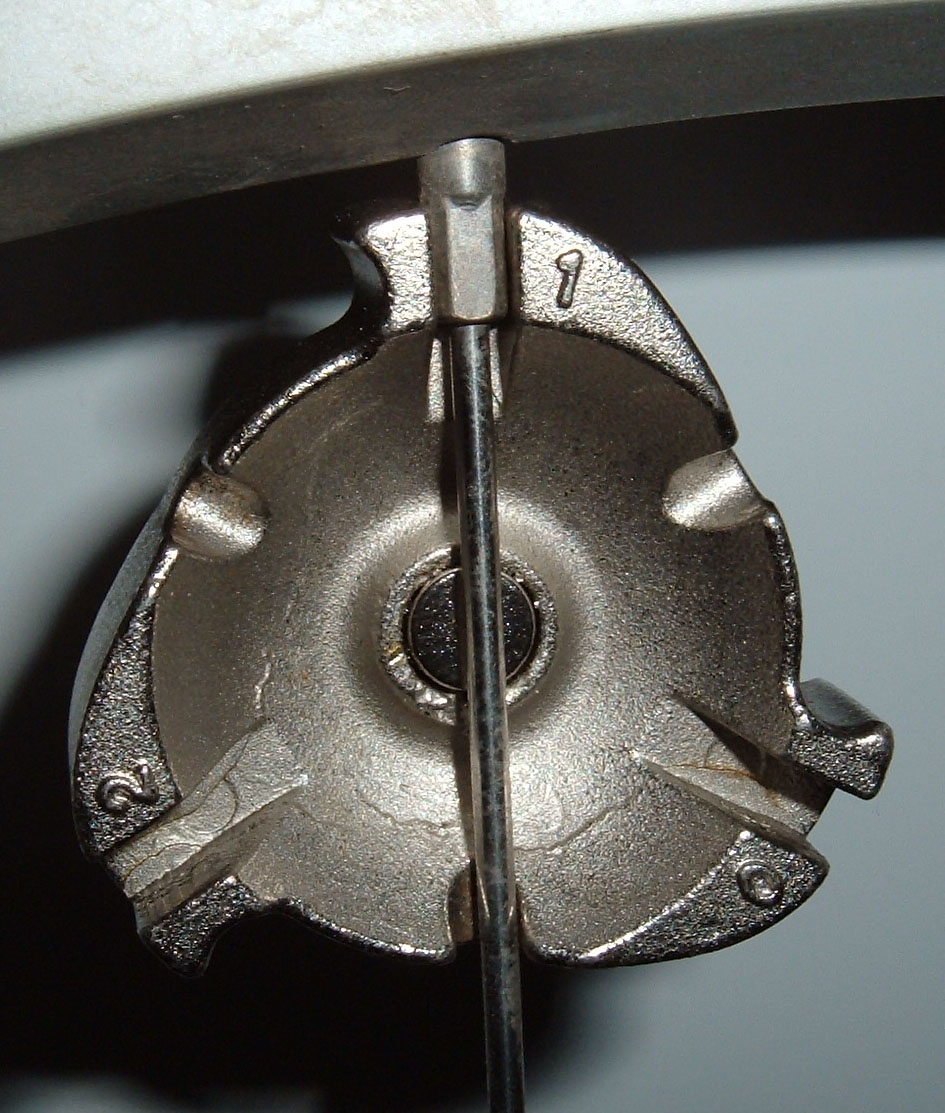
Tiraraggi

I raggi si possono allentare o il cerchione curvare, per questo tramite il tiraraggi si regola la loro lunghezza facendoli entrare o uscire dal cerchione tramite i "nipple".

## Uso
Questi raggi vengono usati quasi nella totalità delle ruote da bicicletta, in molti casi di ruote per motocicli e in rari casi su autovetture.

### Numero
Il numero dei raggi in una ruota è variabile da 8 a 48. La configurazione classica è quella a 36 fori, ma molto diffuse sono anche quelle a 32 e a 28, mentre in tempi recenti si sono diffuse sempre più, per le bici da corsa, configurazioni con un numero di raggi da 16 a 24, così come si sono introdotti raggi a profilo piatto e di larghezza maggiore.

### Incrocio
Di particolare interesse è anche l'incrocio fra i raggi nel montaggio della ruota, le configurazioni cosiddette sono:
- In quarta prevede che ogni raggio incroci quattro altri raggi: questa è la configurazione più resistente agli sforzi, ma anche più pesante.
- In terza prevede che ogni raggio incroci tre altri raggi: questa è la configurazione classica, che garantisce un'elevata resistenza e un peso non eccessivo.
- In seconda prevede che ogni raggio incroci due altri raggi: questa è una configurazione più recente, dove si penalizza la resistenza, ma si aumenta la leggerezza.
- In prima prevede che ogni raggio incroci un altro raggio: questa è una configurazione più recente, dove si penalizza la resistenza, ma si aumenta la leggerezza.
- radiale i raggi vanno dal mozzo al cerchio seguendo i raggi dello stesso, senza incrociarsi con nessun altro raggio, questa è in assoluto la soluzione meno resistente agli sforzi, ma anche la più leggera.

### Storia
Recentemente nel mondo delle competizioni sono state introdotte ruote con un minor numero di raggi per ridurre il peso della ruota, e un numero di incroci ridotto per aumentarne la rigidità (frequentemente si usa un montaggio radiale per l'anteriore e in seconda per il posteriore). Si sconsiglia tuttavia spesso un montaggio radiale al lato posteriore destro, la flangia cioè maggiormente sollecitata dalla trasmissione di moto dai pignoni alla ruota, in quanto ritenuto dannoso per la resistenza della flangia stessa.